# Nephilengys malabarensis
Nephilengys malabarensis är en spindelart som först beskrevs av Charles Athanase Walckenaer 1842.  Nephilengys malabarensis ingår i släktet Nephilengys och familjen Nephilidae. Inga underarter finns listade i Catalogue of Life.
Utbredningsområdet sträcker sig över södra Indien och Sri Lanka samt från Bangladesh, Myanmar, Vietnam och Laos över Malackahalvön till Filippinerna, Sulawesi och flera av Små Sundaöarna. Individerna vistas i låglandet och i bergstrakter upp till 1700 meter över havet. Nephilengys malabarensis lever i regnskogar och i andra fuktiga landskap, inklusive människans samhällen. Den skapar nätet vanligen i träd eller i annan växtlighet men nät hittas även på byggnader.
Denna spindel är inte sällsynt och hela populationen antas vara stor. IUCN listar arten som livskraftig (LC).